# Festival
Festival — восьмий студійний альбом гурту Santana. Виданий у січні 1977 року лейблом Columbia Records. Загальна тривалість композицій становить 45:32. Альбом відносять до напрямку рок.

## Список пісень
1. «Carnaval» 2:15
2. «Let the Children Play» 3:28
3. «Jugando» 2:12
4. «Give Me Love» 4:29
5. «Verão Vermelho» 5:00
6. «Let the Music Set You Free» 3:39
7. «Revelations» 4:37
8. «Reach Up» 5:23
9. «The River» 4:53
10. «Try a Little Harder» 5:04
11. «María Caracôles» 4:32

## Виконавці
- Карлос Сантана — вокал, гітара, перкусія
- Девід Браун — бас
- Том Костер — клавішні, вокал
- Leon 'Ndugu' Chancler — ударні, перкусія
- Армандо Пераса — ударні, вокал
- Грег Вокер — вокал
- Ivory Stone — вокал
- Julia Tillman Waters — вокал
- Maxine Willard Waters — вокал